# A Corner in Wheat

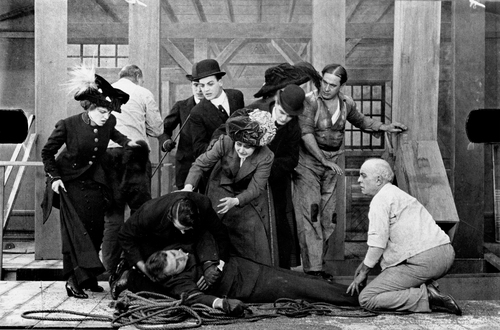
Fotograma de la pel·lícula

A Corner in Wheat és una pel·lícula muda de la Biograph dirigida per D.W. Griffith i protagonitzada per Frank Powell i Henry B. Walthall, entre d'altres. La pel·lícula està basada parcialment en la novel·la “The Octopus“ de Frank Norris. La pel·lícula es va estrenar el 13 de desembre de 1909. El 1994, el National Film Registry de la Biblioteca del Congrés dels Estats Units la va seleccionar per a la seva preservació degut al seu interès cultural, històric o estètic.

## Argument
Un especulador capitalista sense escrúpols decideix acaparar el mercat mundial del blat establint un control total sobre els mercats. Això duplica el preu del pa, i provoca que molta gent, fins i tot els productors del gra caigui en la pobresa. La pel·lícula, amb el seu muntatge, contrasta la vida dels productors de blat amb la d'aquells que especulen amb la seva venda. Al final, l'especulador acaba afogat dins una sitja de blat-

## Repartiment
- Frank Powell (el rei del blat)
- James Kirkwood, Sr. (el granger pobre)
- Linda Arvidson (la dona del granger pobre)
- Henry B. Walthall (l'ajudant del rei del blat)
- Grace Henderson (la dona del rei del blat)
- W. Chrystie Miller (el pare del granger pobre)
- Gladys Egan[1]
- Blanche Sweet
- Kate Bruce
- Charles B. Craig
- Edward Dillon
- Frank Evans
- Robert Harron
- Ruth Hart
- Owen Moore
- Mack Sennett
- Gertrude Robinson
- Dorothy West